# Willem René van Tuyll van Serooskerken van Coelhorst
Willem René baron van Tuyll van Serooskerken, heer van Coelhorst (Utrecht, 18 juni 1781 - Parijs, 27 mei 1852) was een Nederlands politicus.

## Familie
Hij was een grondbezitter en oudste zoon van Vincent Maximiliaan van Tuyll van Serooskerken, heer van Coelhorst (1744-1794) en Dorothea Henriette Marie Louise de Pagniet (1751-1834). Hij bleef ongehuwd.

### Coelhorst

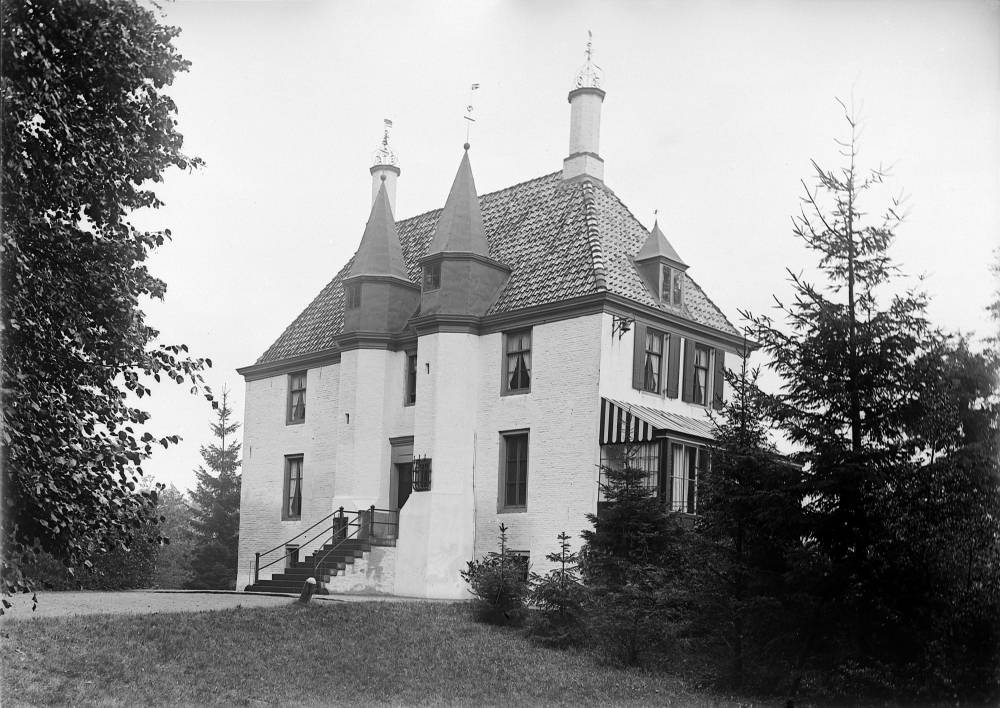
Huis Coelhorst in 1892

Van Tuyll erfde Coelhorst van zijn vader die haar in 1777 had aangekocht. Na zijn overlijden ging de heerlijkheid Coelhorst over op een zoon van zijn broer Carel Lodewijk (1784-1835), namelijk op de luitenant-ter-zee Henrij Maximiliaan (1827-1889) die haar op zijn beurt naliet aan een zoon van zijn broer Vincent Gildemeester (1812-1860), namelijk William Charles Reginald (1845-1903). Via diens kleindochter kwam zij na 1957 in het geslacht Beelaerts van Blokland die haar nog bezit.

## Loopbaan
Hij was vanaf 1808 baljuw van Eemland. Tussen 1811 en 1813 was hij president van de rechtbank van eerste aanleg in Amersfoort en daarna tot 1815 in Utrecht. Vanaf 1814 was hij lid van provinciale staten, vanaf 1816 van gedeputeerde staten van Utrecht. Vanaf 1824 was hij 16 jaar Tweede Kamerlid voor de provincie Utrecht.

## Werken
- De cessione bonorum Trajecti ad Rhenum [=Utrecht], Joh. Altheer, 1836. IV-47 p. (Dissertatie Rechtsgeleerdheid aan de Universiteit Utrecht)